# Mesonemurus harterti
Mesonemurus harterti is een insect uit de familie van de mierenleeuwen (Myrmeleontidae), die tot de orde netvleugeligen (Neuroptera) behoort. 
Mesonemurus harterti is voor het eerst wetenschappelijk beschreven door Navás in 1920.